# Николо-Макарово
Николо-Макарово — село в Макарьевском районе  Костромской области России. Административный центр Николо-Макаровского сельского поселения.

## География
Село расположено на юге области, примерно в 2 км от реки Унжа. К селу примыкают деревни Сокольское (на юге) и Осиновка (к северу).

## История
В соответствии с Законом Костромской области № 237-ЗКО от 30 декабря 2004 года село возглавило образованное муниципальное образование «Николо-Макаровское сельское поселение».

## Население
| 1857 | 1897 | 1907 | 2008 | 2010 | 2014 |
| ---- | ---- | ---- | ---- | ---- | ---- |
| 226  | ↗323 | ↘315 | ↗357 | ↘314 | ↗316 |

## Инфраструктура
Николо-Макаровская основная общеобразовательная школа.
Администрация поселения.

## Транспорт
Проходит автомобильная дорога общего пользования межмуниципального значения Якимово-Нежитино (Идентификационный
номер 54 34 ОП РЗ 34К-143).